# Клаштор под Зњевом
Клаштор под Зњевом (слч. Kláštor pod Znievom) насељено је мјесто са административним статусом сеоске општине (слч. obec) у округу Мартин, у Жилинском крају, Словачка Република.

## Становништво
| Година:    | 1994. | 2004.   | 2014.   | 2024.    |
| ---------- | ----- | ------- | ------- | -------- |
| Број људи: | 1532  | 1481    | 1598    | 1843     |
| Разлика:   |       | -3,32 % | +7,90 % | +15,33 % |

| Година:    | 2023. | 2024.   |
| ---------- | ----- | ------- |
| Број људи: | 1823  | 1843    |
| Разлика:   |       | +1,09 % |

Према подацима о броју становника из 2011. године насеље је имало 1.524 становника.